# Pokémon: Diamond and Pearl - Sinnoh League Victors
Pokémon: Diamond and Pearl - Sinnoh League Victors is het dertiende seizoen van de animatieserie Pokémon. Dit seizoen wordt opgevolgd door Pokémon: Black & White, en voorafgegaan door Pokémon: Diamond and Pearl - Galactic Battles. De Amerikaanse productie lag in handen van The Pokémon Company.

## Uitzending
Dit seizoen werd oorspronkelijk uitgezonden in weekendse uitzending (zaterdag en zondag) in het jaar 2011 op kinderzender Disney XD, gevolgd door enkele herhalingen op dezelfde zender.

## Verhaallijn
Onze helden maken zich klaar voor de Sinnoh-league.

## Rolverdeling
| Hoofdrollen                           | Hoofdrollen        | Hoofdrollen        | Hoofdrollen        |
| Personage                             | Nederlandse versie | Amerikaanse versie | Japanse versie     |
| ------------------------------------- | ------------------ | ------------------ | ------------------ |
| Verteller                             | Jeroen Keers       | Rodger Parsons     | Unshō Ishizuka     |
|                                       |                    |                    |                    |
| Ash Ketchum                           | Christa Lips       | Sarah Natochenny   | Rica Matsumoto     |
| Brock                                 | Fred Meijer        | Bill Rogers        | Yuji Ueda          |
| Dawn                                  | Meghna Kumar       | Emily Jenness      | Megumi Toyoguchi   |
|                                       |                    |                    |                    |
| Pikachu                               | Ikue Ōtani         | Ikue Ōtani         | Ikue Ōtani         |
| Jessie                                | Hilde de Mildt     | Michelle Knotz     | Megumi Hayashibara |
| James                                 | Paul Disbergen     | Jimmy Zoppi        | Miki Shinichirou   |
| Meowth                                | Bas Keijzer        | Jimmy Zoppi        | Inuko Inuyama      |
|                                       |                    |                    |                    |
| Zuster Joy                            | Mandy Huydts       | Michelle Knotz     | Ayako Shiraishi    |
| Agent Jenny                           | Edna Kalb          | Emily Williams     | Chinami Nishimura  |
| Delia Ketchum                         | Beatrijs Sluijter  | Michelle Knotz     | Masami Toyoshima   |
| Professor Oak                         | Florus van Rooijen | Jimmy Zoppi        | Unshô Ishizuka     |
| Stadionomroeper                       | Huub Dikstaal      | ???                | ???                |
| Dextette (PokéDex) -> vrouwelijke dex | Hetty Heyting      | Michelle Knotz     | Tomoko Kawakami    |
| Tracey                                | Rolf Koster        | Craig Blair        | Tomokazu Seki      |
| Professor Rowan                       | Louis van Beek     |                    |                    |
| Conway                                | Louis van Beek     |                    |                    |

## Muziek

### Leader
De Nederlandstalige leader We Gaan Ermee Door is ingezongen door Franky Rampen en gebaseerd op het Amerikaanse origineel We Will Carry On. Het liedje werd gecomponeerd door John Loeffler en David Wolfert en duurt dertig seconden in totaal.

### Cd
De leader Wij Gaan Ermee Door is tot op heden niet uitgebracht op cd.

## Uitgave

### Dvd
Het dertiende seizoen is tot op heden niet op dvd verschenen.

### Amazon Prime
Tot 29 september waren de Nederlandstalige dubs van alle seizoenen uit de Diamond en Pearl-generatie (seizoenen 10-13) beschikbaar op Amazon Prime (Nederland).
Elk seizoen was verdeeld was verdeeld in vier delen.

## Afleveringen
| Seizoen 13 Pokémon DP: Sinnoh League Victors | Seizoen 13 Pokémon DP: Sinnoh League Victors | Seizoen 13 Pokémon DP: Sinnoh League Victors | Seizoen 13 Pokémon DP: Sinnoh League Victors |
| Nr.                                          | Afleveringtitel                              | Nr.                                          | Afleveringtitel                              |
| -------------------------------------------- | -------------------------------------------- | -------------------------------------------- | -------------------------------------------- |
| 01                                           | Terugpakken van het voordeel!                | 18                                           | Tegenwerken of samenwerken?                  |
| 02                                           | Snel en slagvaardig!                         | 19                                           | Hier is het festival!                        |
| 03                                           | Marathon rivaliteit!                         | 20                                           | Een groot gevecht voor de winst!             |
| 04                                           | InderDee-Dee, het is Dawn!                   | 21                                           | In naam van Meowth!                          |
| 05                                           | Een Performance met een Toegift!             | 22                                           | Het achtste wonder van de Sinnoh Wereld!     |
| 06                                           | Een vurig gevecht!                           | 23                                           | Een viersprong in een Pokémon Haven!         |
| 07                                           | Piplup, daar ga je!                          | 24                                           | Schatzoeken!                                 |
| 08                                           | Flint is flitsend!                           | 25                                           | Een mix van familie!                         |
| 09                                           | Vluchten in de Sunyshore Tower!              | 26                                           | De League gaat los!                          |
| 10                                           | Wie geeft wie les?                           | 27                                           | Een portie Paul voor Barry!                  |
| 11                                           | Pokémon Ranger: Heatran redding!             | 28                                           | Werken aan een juiste zet!                   |
| 12                                           | Blijf in top Forme!                          | 29                                           | Vertrouwdheid brengt strategie voort!        |
| 13                                           | Een elitaire dekmantel!                      | 30                                           | Een razende rivaliteit!                      |
| 14                                           | De dag van Dawn!                             | 31                                           | Een relatie ontdooit door dit Gevecht!       |
| 15                                           | Grace heeft gratie!                          | 32                                           | De grens van de halve finale!                |
| 16                                           | Een dubbel Ditto drama!                      | 33                                           | Brock komt in actie!                         |
| 17                                           | Laatste oproep, eerste ronde!                | 34                                           | Goede herinneringen voor altijd!             |
| F13                                          | Zoroark, meester der illusie                 |                                              |                                              |

- s = speciale aflevering, f = film

## Trivia
- Hoewel dit seizoen de leaderzang weer door een mannelijke zanger wordt uitgevoerd, betreft dit niet de herkenbare, vaste zanger Herman van Doorn.